# Бегство польских евреев в Японию

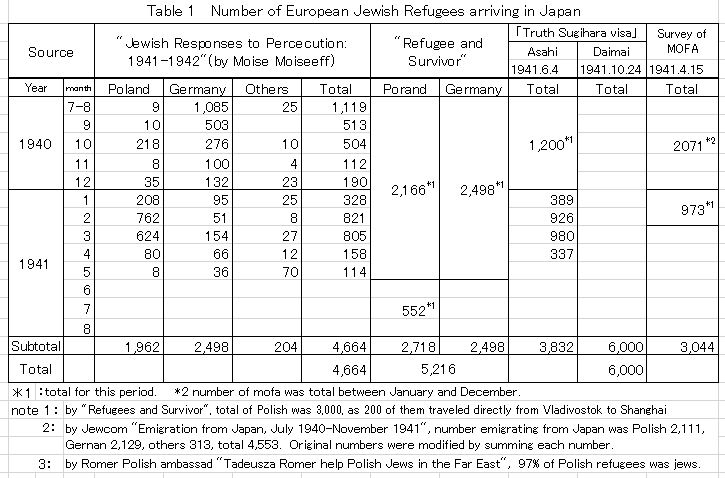
Количество еврейских беженцев, прибывших в Японию в течение 1940—1941 гг.

Бегство польских евреев в Японию — эвакуация польских евреев, спасающихся от преследований после оккупации Польши нацистской Германией в Японию и некоторые другие страны дальневосточного региона через Литву и СССР. Одну из ключевых ролей в этих событиях сыграл консул Японии в Литве Тиунэ Сугихара, массово выдававший беженцам японские визы. Большая часть прибывших в Японию беженцев была отправлена в оккупированный Японией Шанхай, где они пробыли до конца войны.

## Бегство из Польши в Литву
После нападения Германии на Польшу 1 сентября 1939 года и начала Второй мировой войны из Польши в Литовскую Республику бежало по разным данным от 2100 до 15000 евреев. На некоторое время эти люди остались в Литве, помощь им оказывали местные и международные еврейские организации. Большинство из них пытались уехать дальше от надвигающейся войны, но большая часть Европы уже была оккупирована нацистами, а почти все остальные страны запретили въезд еврейским беженцам на свою территорию. Уехать пытались также евреи из некоторых других стран Европы, оказавшиеся в это время в Литве.

## Поиски путей дальнейшей эмиграции

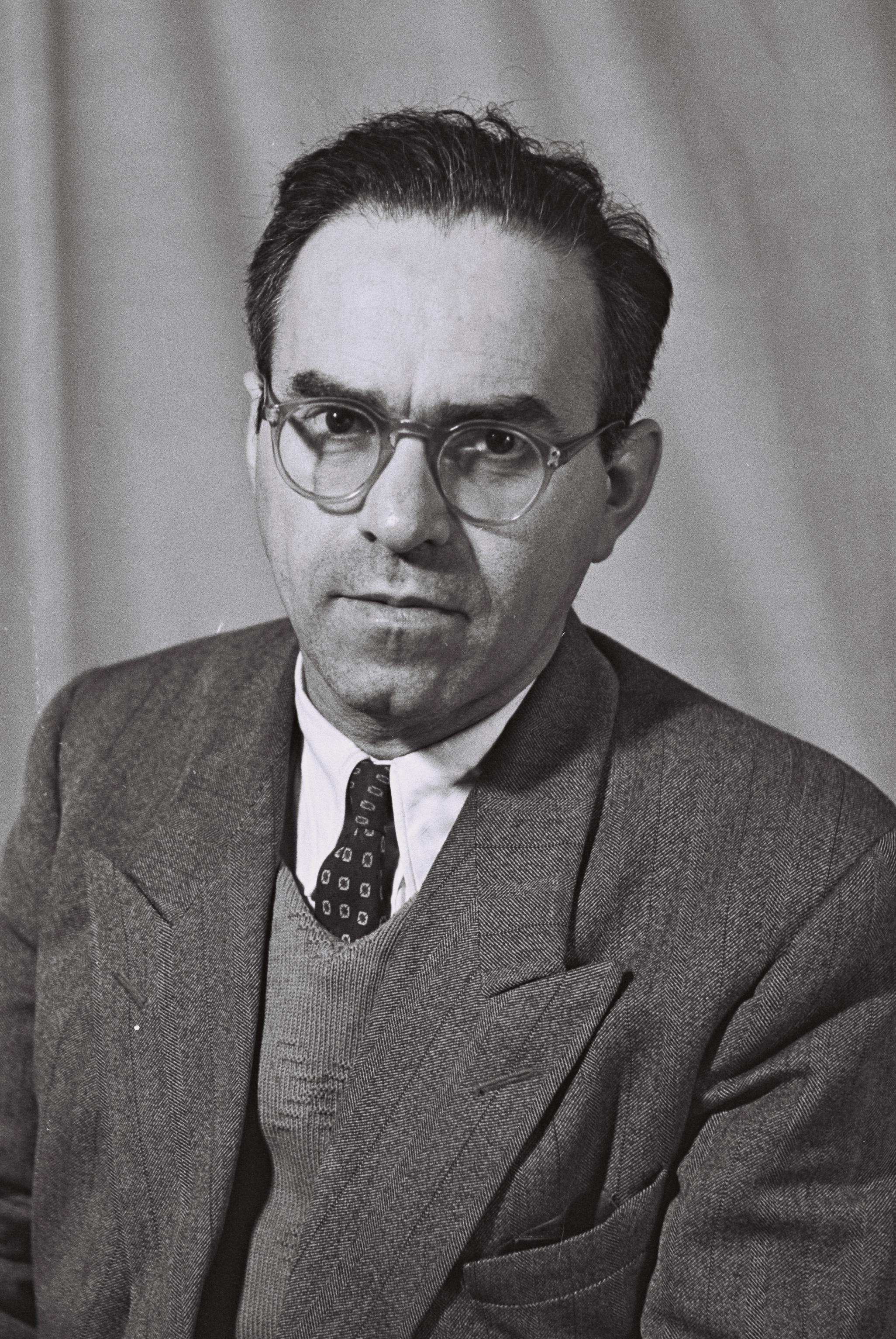
Зерах Вархафтиг

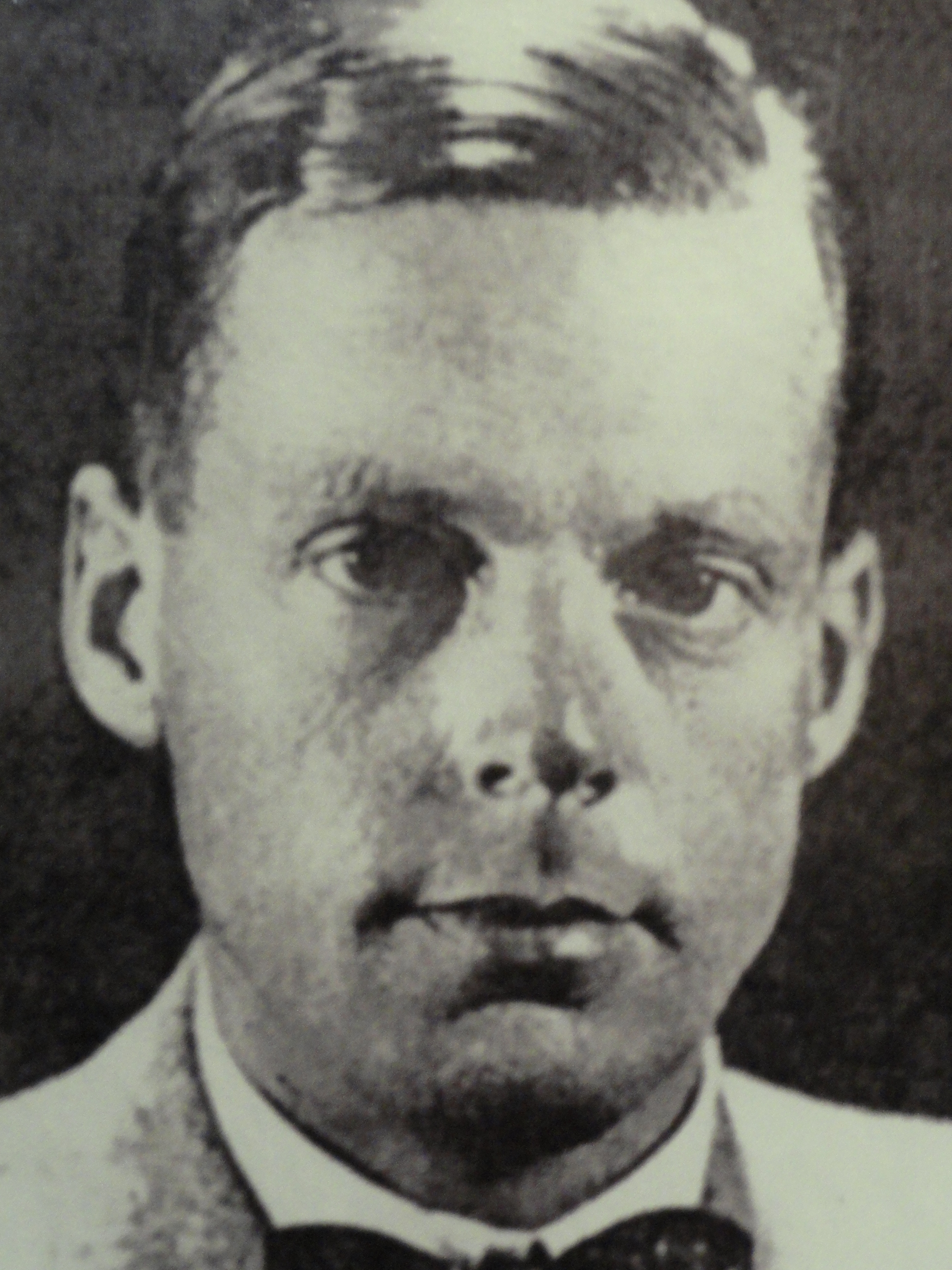
Ян Звартендейк

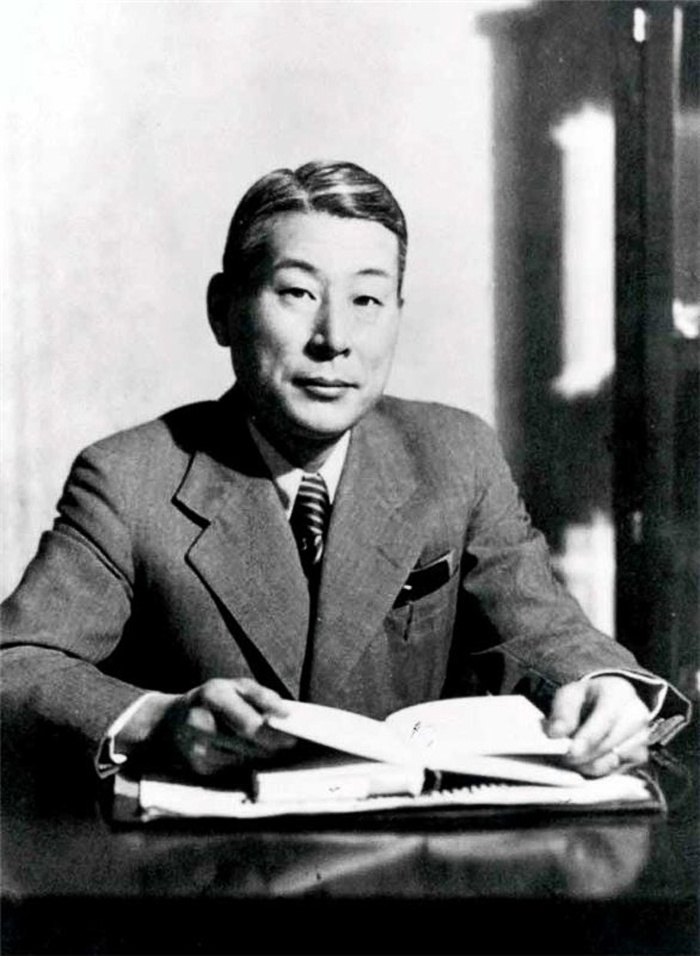
Тиунэ Сугихара

С конца 1939 года НКИД СССР рассматривал вопрос о возможности транзита польских и прибалтийских евреев через свою территорию. 26 мая 1940 года наркому путей сообщения Лазарю Кагановичу было передано обращение литовского правительства в НКИД с просьбой разрешить транзит из Вильно в Палестину около пяти тысяч евреев. Однако для переезда в Палестину требовалось согласие Великобритании, поэтому вскоре основным стал дальневосточный маршрут через СССР на Японию и далее в Китай и США.
Работавшие в Литве дипломаты искали способы помочь беженцам. Особую роль в этом сыграли голландский бизнесмен (представитель компании Philips), консул Нидерландов в Литве Ян Звартендейк и консул Японии в Литве Тиунэ Сугихара. Делегацию евреев, обратившихся к дипломатам с просьбой о помощи, возглавлял Зерах Вархафтиг — будущий министр правительства Израиля.
Хотя Нидерланды к 15 мая 1940 года уже были оккупированы Германией, зарубежные колонии ещё оставались под властью правительства королевы Вильгельмины. Ян Звартендейк выдавал евреям свидетельства о том, что для въезда в голландскую колонию Кюрасао въездная виза не требуется. Такой документ (так называемая «виза Кюрасао») служил неким заменителем визы. Советские дипломаты согласились пропускать людей с такими псевдовизами через СССР, но только при условии, что они получат и японскую транзитную визу, так как на Дальнем Востоке они могли выехать из СССР только через Японию. Японские транзитные визы выдавал Тиунэ Сугихара.

## Политика Японии в отношении еврейских беженцев
Первые еврейские беженцы начали прибывать на Дальний Восток с ноября 1938 года после событий «Хрустальной ночи». К декабрю японское правительство выработало свою политику по отношению к ним. 6 декабря 1938 года на встрече 5 министров были выработаны правила, так называемые «Контуры еврейской политики». В документе, принятом по предложению военного министра Сэйсиро Итагаки, отмечалось, что Германия и Италия являются союзниками Японии и поэтому следует избегать въезда евреев, которые нежелательны для союзников. С другой стороны, Япония поддерживает принцип расового равенства и нуждается в капиталах. Поэтому евреи, уже живущие в Японии и на подконтрольных ей территориях не будут притесняться, а евреи, которые захотят въехать, будут рассматриваться наравне с прочими иммигрантами. Специально евреев Япония приглашать не будет, но будет благосклонно рассматривать заявления от полезных для страны лиц, например капиталистов и инженеров. Эта политика была доведена до консульских учреждений Японии в Европе и, несмотря на всю её двойственность, оказала влияние на решение Сугихары начать массовую выдачу виз.
Приём беженцев был продолжен и после подписания Тройственного пакта с Германией и Италией 27 сентября 1940 года.

## Массовая выдача виз

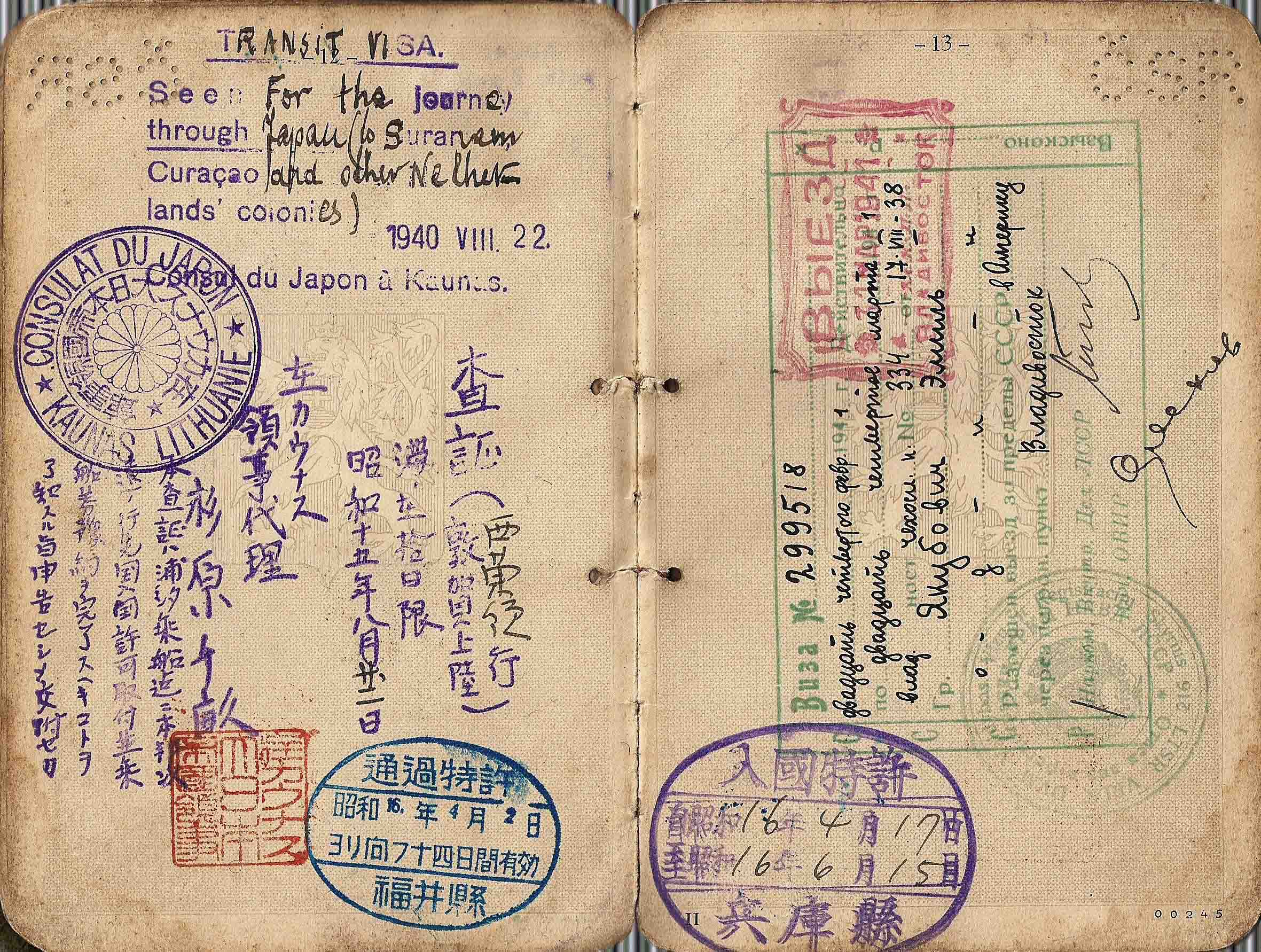
Транзитная виза, выданная консулом Сугихарой в Литве в 1940 году гражданину Чехословакии еврейской национальности, бежавшему из страны в Польшу и затем в 1939 году в Литву. Данная виза позволяла следовать через территории СССР и Японии в Суринам, Кюрасао и другие колониальные владения Нидерландов. 1940

В июне 1940 года Литва была аннексирована Советским Союзом. В июле 1940 года новые власти потребовали от иностранных дипломатов покинуть страну до 31 августа. Сугихара, владевший русским языком, сумел договориться с властями об отсрочке распоряжения до 5 сентября — для завершения дел. Получив указания японского МИД выдавать визы только тем, кто соответствовал формальным критериям и располагал необходимой суммой денег, Сугихара пренебрёг этими указаниями и выдал по разным данным от 1600 до 6000 транзитных виз. Среди наиболее известных беженцев, спасённых японским консулом, были студенты Мирской иешивы.
Когда Тиунэ и Юкико освободили особняк, закрыв консульство, они ещё три дня снимали номер в гостинице и продолжали проставлять визы. Даже сидя в купе поезда на Берлин, все последние минуты он выписывал визы. А когда поезд тронулся, дипломат протянул консульский штамп через окно оставшимся беженцам — и они продолжили процедуру без него, подделывая подпись. Работа по выдаче виз продолжалась 29 дней.

## Выезд в Японию через СССР
Между июлем 1940 и июнем 1941 года около 2200 еврейских беженцев приехало из Литвы в Москву. Далее они добирались поездами через весь СССР во Владивосток, где садились на японские пароходы и отправлялись в Японию. Перед посадкой на пароход советские власти изымали у беженцев все деньги и ценности. Поэтому в Японию они прибывали без средств к существованию. Помощь беженцам в Японии оказывали благотворительные организации и в частности Джойнт.
С прибытием в Японию у беженцев возникли проблемы. Часть евреев японские власти принимать отказались и отправили их обратно в СССР, где их также не принимали, ссылаясь на наличие японских транзитных виз. Япония же столкнулась с тем, что беженцам, прибывшим с транзитными визами в страну дальше ехать некуда, поскольку ни одна страна их не принимает. Дипломатические переговоры по этому поводу закончились отправкой всех беженцев с транзитными визами, скопившихся во Владивостоке, в Японию. В начале апреля 1941 года большинство беженцев с японскими визами покинули СССР. Последний пароход с беженцами отправился из Владивостока в Японию 20 июня 1941 года. Кроме польских евреев по железнодорожному маршруту Транссибирского экспресса в Маньчжоу-Го для дальнейшего следования в Японию, Шанхай или на Филиппины в начале осени 1940 года проследовали несколько десятков или сотен венских евреев, сумевших получить через «Интурист» транзитную
советскую визу.
Большая часть беженцев была отправлена японцами в оккупированный ими Шанхай. Часть выехала в другие страны тихоокеанского региона или осталась в Японии. Как пишет профессор Тидзуко Такао, всего под японским контролем во время Второй мировой войны находилось около 20 тысяч еврейских беженцев.